# 柯顺早熟禾
柯顺早熟禾（学名：Poa korshunensis）为禾本科早熟禾属下的一个种。